# Sistemi di classificazione dei videogiochi

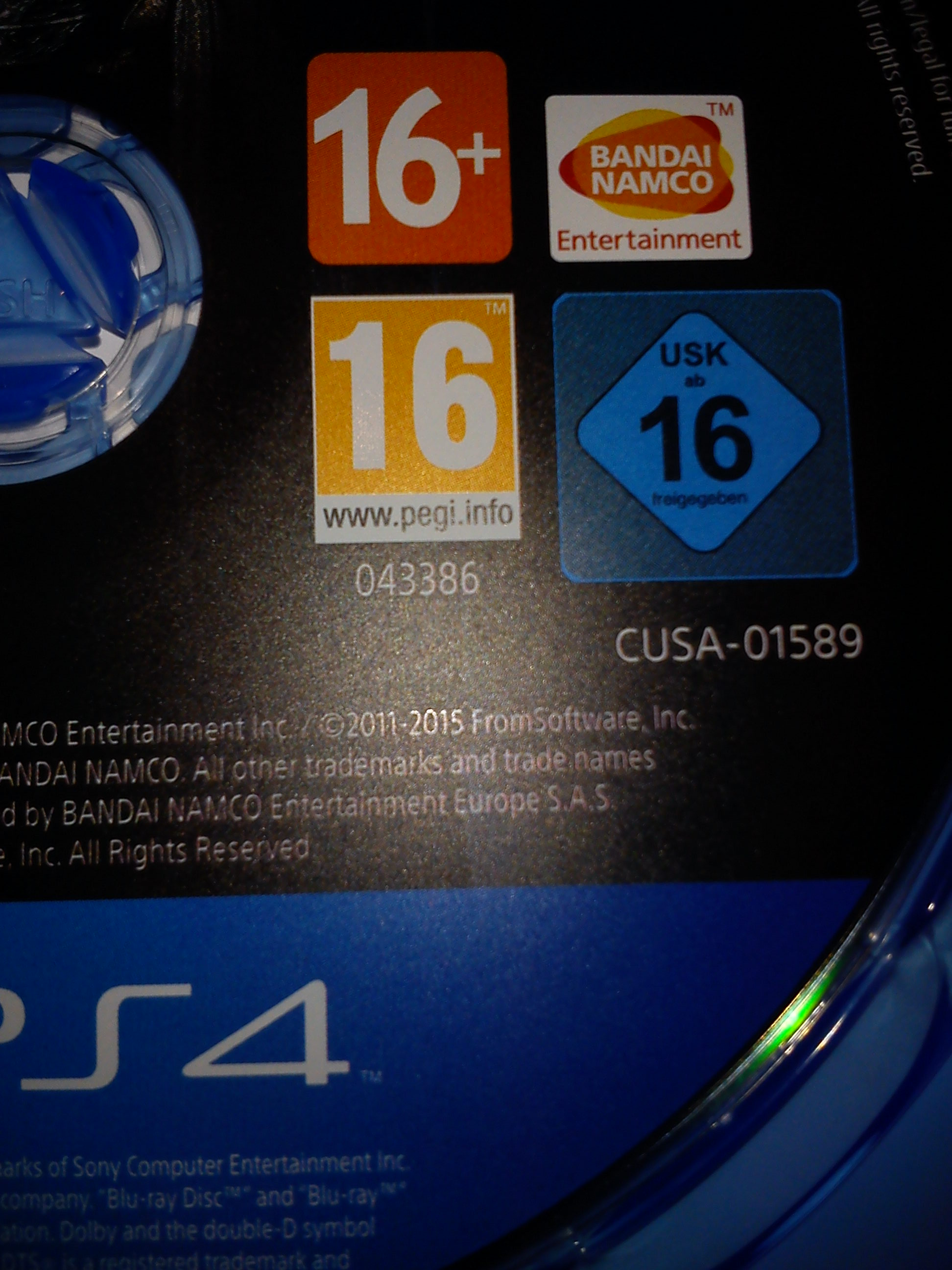
Un videogioco per PlayStation 4 distribuito in Europa, classificato da tre diversi sistemi: RARS, PEGI e USK

Un sistema di classificazione dei videogiochi è una valutazione di quanto ogni videogioco introdotto sul mercato sia adatto ai giocatori a seconda della loro età; la valutazione viene effettuata da apposite commissioni indipendenti dai produttori dei videogiochi stessi.
Si tratta di una protezione dei minorenni da fatti e circostanze censurabili o diseducative che vengono rappresentate nel videogioco; consiste nel riportare sulla confezione un'età minima consigliata, sebbene i principali sistemi diano informazioni anche sui contenuti potenzialmente sconvenienti presenti nel videogioco (violenza, turpiloquio, paura, discriminazione, droga,  espressioni sessuali, gioco d'azzardo).
I sistemi di classificazione variano da paese a paese, come varia anche l'ambito delle definizioni di legge e l'effettiva valenza giuridica della valutazione; in molti paesi, tra cui l'Italia, il sistema non costituisce alcuna censura dei videogiochi che possa sequestrare e ritirare dal commercio prodotti ritenuti lesivi della moralità pubblica.

## Sistemi attuali
La tabella seguente riassume alcuni dei sistemi di classificazione per fasce di età in uso nel mondo.
| Paese         | Sistema | Fasce d'età | Fasce d'età | Fasce d'età | Fasce d'età | Fasce d'età | Fasce d'età | Fasce d'età | Fasce d'età | Fasce d'età | Fasce d'età | Fasce d'età | Fasce d'età | Fasce d'età | Fasce d'età | Fasce d'età | Fasce d'età | Fasce d'età | Fasce d'età | Note                                                                   |
| Paese         | Sistema | 1           | 2           | 3           | 4           | 5           | 6           | 7           | 8           | 9           | 10          | 11          | 12          | 13          | 14          | 15          | 16          | 17          | 18+         | Note                                                                   |
| ------------- | ------- | ----------- | ----------- | ----------- | ----------- | ----------- | ----------- | ----------- | ----------- | ----------- | ----------- | ----------- | ----------- | ----------- | ----------- | ----------- | ----------- | ----------- | ----------- | ---------------------------------------------------------------------- |
| Mondo         | Apple   |             |             |             | 4+          | 4+          | 4+          | 4+          | 4+          | 9+          | 9+          | 9+          | 12+         | 12+         | 12+         | 12+         | 12+         | 17+         | 17+         | Il sistema è stato creato per i videogiochi distribuiti sull'App Store |
| Australia     | ACB     | PG          | PG          | PG          | PG          | PG          | PG          | PG          | PG          | PG          | PG          | PG          | PG          | PG          | PG          | MA15+       | MA15+       | MA15+       | R 18+       |                                                                        |
| Brasile       | DJCTQ   | L           | L           | L           | L           | L           | L           | L           | L           | L           | 10          | 10          | 12          | 12          | 14          | 14          | 16          | 16          | 18          |                                                                        |
| Taiwan        | GSRR    | G           | G           | G           | G           | G           | P           | P           | P           | P           | P           | P           | PG 12       | PG 12       | PG 12       | PG 15       | PG 15       | PG 15       | R           |                                                                        |
| Canada        | ESRB    |             |             | EC          | EC          | EC          | E           | E           | E           | E           | E10+        | E10+        | E10+        | T           | T           | T           | T           | M           | AO          |                                                                        |
| Corea del Sud | GRB     | A           | A           | A           | A           | A           | A           | A           | A           | A           | A           | A           | 12          | 12          | 12          | 15          | 15          | 15          | 18          |                                                                        |
| Europa        | PEGI    |             |             | 3           | 3           | 3           | 3           | 7           | 7           | 7           | 7           | 7           | 12          | 12          | 12          | 12          | 16          | 16          | 18          |                                                                        |
| Germania      | USK     | 0           | 0           | 0           | 0           | 0           | 6           | 6           | 6           | 6           | 6           | 6           | 12          | 12          | 12          | 12          | 16          | 16          | 18          | Il sistema non è riconosciuto ufficialmente                            |
| Giappone      | CERO    | A           | A           | A           | A           | A           | A           | A           | A           | A           | A           | A           | B           | B           | B           | C           | C           | D           | Z           |                                                                        |
| Giappone      | EOCS    | G           | G           | G           | G           | G           | G           | G           | G           | G           | G           | G           | G           | G           | G           | R           | R           | R           | 18+         | Il sistema è stato creato per i videogiochi distribuiti su PC          |
| Iran          | ESRA    |             |             | +3          | +3          | +3          | +3          | +7          | +7          | +7          | +7          | +7          | +12         | +12         | +12         | +15         | +15         | +15         | +18         |                                                                        |
| Israele       | PEGI    |             |             | 3           | 3           | 3           | 3           | 7           | 7           | 7           | 7           | 7           | 12          | 12          | 12          | 12          | 16          | 16          | 18          |                                                                        |
| Nuova Zelanda | OFLC    | G           | G           | G           | G           | G           | G           | G           | PG          | PG          | PG          | PG          | PG          | R13         | R13         | R15         | R16         | R16         | R18         |                                                                        |
| Russia        | RARS    | 0+          | 0+          | 0+          | 0+          | 0+          | 6+          | 6+          | 6+          | 6+          | 6+          | 6+          | 12+         | 12+         | 12+         | 12+         | 16+         | 16+         | 18+         |                                                                        |
| Stati Uniti   | ESRB    |             |             | EC          | EC          | EC          | E           | E           | E           | E           | E10+        | E10+        | E10+        | T           | T           | T           | T           | M           | AO          |                                                                        |

## Impiego
Di seguito sono rappresentati i sistemi di classificazione in uso nel mondo; gli stati tratteggiati ne utilizzano più di uno.
